# Temple protestant de La Rencontre
Le temple protestant de La Rencontre est un édifice religieux situé 17 rue des Petits-Hôtels, dans le 10e arrondissement de Paris. Cette paroisse réformée est membre de l'Église protestante unie de France.

## Histoire
En 1849, est fondée l'Union des Églises évangéliques libres de France, une église réformée influencée par le Réveil protestant en France. Ses initiateurs sont le pasteur Frédéric Monod, qui fait sécession de l'église nationale consistoriale (il est alors en poste au temple de l'Oratoire du Louvre), et le comte Agénor de Gasparin. Une paroisse est formée, appelé chapelle du Nord, qui se réunit passage des Petites-Écuries puis rue de Chabrol.
Frédéric Monod se rend aux États-Unis pour lever des fonds en vue de la construction d'un temple,. En 1862, le temple est inauguré rue des Petits-Hôtels, à côté de l'école privée protestante Bernard Palissy (elle deviendra publique par la suite). Ses premiers pasteurs sont Frédéric Monod, son fils Théodore Monod, Tommy Fallot puis Élie Gounelle.
En 1939, la paroisse rejoint l'Église réformée de France, formée l'année précédente pour rassembler les fédérations d'églises orthodoxes et protestantes libérales. Une partie des paroisses de l'Union des Églises évangéliques libres de France, dont la chapelle du Nord est la paroisse historique, refuse de rejoindre la nouvelle église et conserve la dénomination.
En 1962, une autre paroisse réformée, la chapelle Milton, fusionne avec la chapelle du Nord. Cette dernière, créée en 1867 à partir du temple du Saint-Esprit pour former un groupe scolaire, était installée rue de Bellefond puis rue Choron. L'école devient publique en 1908, sous le nom d'école polyvalente Milton (maternelle et élémentaire). 
La nouvelle paroisse décide en 1964 de faire reconstruire le temple, selon les plans de l'architecte Philippe Verrey, également architecte de l'église luthérienne de Courbevoie (1949) et de l'église luthérienne Saint-Marc à Massy (1963), puis plus tard du temple protestant de Rueil-Malmaison (1969-1974).
De 1962 à 1973, la paroisse s'appelle association cultuelle Milton-Nord. Lors de l'assemblée générale du 4 février 1973 elle prend le nom actuel de l'église réformée de La Rencontre.
À l'initiative du pasteur Claude Lignières, est lancé le journal régional La Voix protestante, et en 1984 la radio Fréquence protestante. Laurent Schlumberger, président de l'Église réformée de France à partir de 2010 puis de l'Église protestante unie de France jusqu'en 2017 devient pasteur à Le Rencontre la fin de son mandat à la tête de l'église.

### Pasteurs
- 1924-1939 : Georges François Grosjean

- 1995-2000 : Gilles Castelnau[6]
- 2000-2016 : Dorte Oloe
- 2017-2022 : Laurent Schlumberger
- 2022-aujourd'hui : Géraldine Walter

## Architecture
L'édifice actuel est un bâtiment moderne en béton armé. En 1966, la société Gutschenritter installe l'orgue, composé de 2 claviers de 56 notes et un pédalier de 30 notes et 11 jeux.